# Adílio Da Ronch
Adílio Da Ronch (Dona Francisca, 25 ottobre 1908 – Três Passos, 21 maggio 1924) fu un chierichetto brasiliano di origini italiane. È stato proclamato venerabile il 16 dicembre 2006 e beatificato il 21 ottobre 2007 da papa Benedetto XVI.

## Biografia
I nonni italiani Sebastiano Da Ronch (1829) e Francesca Schena (1838), con i figli Luigi, Vincenzo, Giovanna Maria e Pietro, lasciarono la casa di Toccol ad Agordo, in provincia di Belluno, e arrivarono in Brasile con la nave "Europa" nel gennaio del 1890. Il figlio più piccolo Pietro si trasferì poi a Dona Francisca per lavorare come apprendista calzolaio. Lì conobbe Judithe Segabinazzi: si sposarono ed il 25 ottobre 1908 nacque Adílio. Il ragazzo studiava nella scuola del sacerdote Manuel Gómez González e lo accompagnava nelle visite pastorali agli indios Kaingang. Quando arrivarono nei pressi della città di Três Passos (nello Stato del Rio Grande do Sul) furono assaliti e uccisi in un agguato da un gruppo di banditi armati.

## Culto
Il 14 settembre 2012 la Congregazione per il culto divino e la disciplina dei sacramenti ha confermato i beati Manuel Gómez González e Adílio Da Ronch patroni principali della diocesi.